# Microdorylaimus parvus
Microdorylaimus parvus är en rundmaskart. Microdorylaimus parvus ingår i släktet Microdorylaimus, och familjen Qudsianematidae. Arten är reproducerande i Sverige.